# مايكل ستيوارت
مايكل ستيوارت (بالإنجليزية: Michael Stewart)‏ (6 نوفمبر 1906 - 13 مارس 1990) كان سياسي بريطاني.

## المهنة
كان مايكل ستيوارت من عام 1945 حتى عام 1955 عضوا في مجلس العموم لمنطقة "فولهام الشرقية"، وبين عامي 1955 حتى عام 1979 لفولهام. أصبح مايكل عام 1968 وزيرا للخارجية وبقي في هذا المنصب إلى غاية عام 1970.

## روابط خارجية
- مايكل ستيوارت على موقع مونزينجر (الألمانية)
- مايكل ستيوارت على موقع إن إن دي بي (الإنجليزية)